# NEC PC 8401A
NEC PC 8401A (PC 8401A) је био преносиви рачунар фирме NEC који је почео да се производи у Јапану од 1984. године.
Користио је Z80 - CMOS верзије као микропроцесор. РАМ меморија рачунара је имала капацитет од 64 KB. 
Као оперативни систем кориштен је CP/M 2.2 са уграђеним софтвером (WordStar, Calc, Telcom, Filer).

## Детаљни подаци
Детаљнији подаци о рачунару PC 8401A су дати у табели испод.
|                       |                                                                    |
| [ 1 ]                 |                                                                    |
| Произвођач            |                                                                    |
| Тип                   | преносиви рачунар                                                  |
| Меморија              | 64 KB                                                              |
| Поријекло             | Јапан                                                              |
| Година                | 1984                                                               |
| Тастатура             | Пуни помак 68 тастера, са 5 функцијских тастера и 4 тастера смјера |
| Процесор              |                                                                    |
| Фреквенција процесора | 4                                                                  |
| RAM                   | 64 KB                                                              |
| ROM                   | 96 (BIOS и софтвер)                                                |
| Текст                 | 80 стубова x 16 линија (6 x 8 матрица)                             |
| Графика               | непознато                                                          |
| Боја                  | једна боја                                                         |
| Звук                  | непознато                                                          |
| Димензије             | 11,8 x 8,4 x 2,8 / 4,7 фунти                                       |
| Портови               |                                                                    |
| Оперативни систем     | 2.2 + уграђени софтвер                                             |